# کانتات
کانتات یا کانتاتا (به ایتالیایی: Cantata) یک قطعه موسیقی آوازی یک یا چندنفره با همراهی سازهای موسیقی و معمولاً چند موومانه است که اغلب توسط کُر همراهی می‌شود. کانتاتا نقطهٔ مخالف سونات است که فقط برای اجرا با سازهای موسیقی و بدون همراهی آواز نوشته می‌شود.
کلمهٔ کانتاتا که ریشه در واژهٔ ایتالیایی کانتاره دارد اولین بار توسط آهنگساز ایتالیایی الساندرو گراندی برای نامگذاری مجموعه‌ای از آثارش با نام «کانتاتاها و آریاهایی برای یک خوانندهٔ تکی» که بین سال‌های ۱۶۲۰ تا ۱۶۲۹ میلادی نوشته بود استفاده شد.
مفهوم کانتاتا با گذشت زمان دستخوش تغییر شده‌است، کانتاتاهای اولیه که توسط آهنگسازان ایتالیایی پس از گراندی ساخته می‌شدند در ۲ فرم غیر مذهبی و کانتاتای کلیسایی و همه به زبان ایتالیایی بودند. لوئیجی روسی، پیترو آنتونیو کستی و جیاکومو کاریسیمی از آهنگسازان پیشرو فرم کانتاتا در قرن هفدهم میلادی بودند. همچنین مجموعهٔ کارمینا بورانا با آهنگسازی کارل ارف، از معروف‌ترین آثار کانتات می‌باشد و در بسیاری فیلم‌ها و سریال‌ها استفاده شده و بیشترین اجرای قطعات کرال موسیقی کلاسیک را از آغاز قرن ۲۱ داشته است.

## زمینه تاریخی
این اصطلاح در اوایل قرن هفدهم به طور همزمان با اپرا و اوراتوریو سرچشمه گرفت. با ظهور موسیقی دستگاهی این اصطلاح ظاهر شد، در حالی که هنر دستگاهی به اندازه کافی توسعه یافت تا در سونات ها تجسم یابد. از آغاز قرن هفدهم تا اواخر قرن هجدهم، کانتاتا برای یک یا دو صدای انفرادی با همراهی باسو کنتینیو (و شاید چند ساز انفرادی) شکل اصلی موسیقی مجلسی آوازی ایتالیایی بود.
یک کانتاتا ابتدا شامل یک روایت یا صحنه اعتراف‌کننده در رسیتیتی بود که توسط یک آریا ابتدایی که در فواصل زمانی تکرار می‌شد در کنار هم نگه داشته می‌شد. نمونه های خوبی را می توان در موسیقی کلیسایی جاکومو کاریسیمی یافت. و تک‌نوازی‌های انگلیسی هنری پرسل (مانند تام دیوانه و دیوانه بس) حداکثر چیزی را که می‌توان از این فرم باستانی ساخت. با ظهور داکاپو آریا، کانتاتا به گروهی از دو یا سه آریا تبدیل شد که با رسیتیتیو به آن‌ها پیوستند. دوئت ها و سه گانه ایتالیایی متعدد جورج فردریک هندل نمونه هایی در مقیاس نسبتاً بزرگ هستند. موت لاتین او Silete Venti، برای تک نوازی سوپرانو، استفاده از این فرم را در موسیقی کلیسا نشان می دهد.

## تفاوت با سایر فرم های موسیقی
کانتاتا انفرادی ایتالیایی در مقیاس بزرگ تمایل داشت که از یک صحنه در یک اپرا قابل تشخیص نباشد، به همان ترتیبی که کانتاتای کلیسایی، تکنوازی یا کرال، از یک اوراتوریو کوچک یا بخشی از یک اوراتوریو قابل تشخیص نیست. این امر به همان اندازه مشهود است که آیا کسی کانتات‌های کلیسایی یوهان سباستیان باخ را بررسی می‌کند، که نزدیک به 200 عدد از آن‌ها موجود است (به فهرست کانتات‌های باخ مراجعه کنید)، یا سرودهای چاندوس هندل. در مورد یوهان سباستین باخ، برخی از کانتات‌های بزرگ‌تر در واقع oratorios نامیده می‌شوند. و Oratorio کریسمس مجموعه ای از شش کانتاتا کلیسا است که در واقع برای اجرا در شش روز مختلف در نظر گرفته شده است، هرچند که با هم به اندازه هر اوراتوریو کلاسیک یک کل هنری کامل را تشکیل می دهند.

## باروک
در دوران باروک، اصطلاح «کانتاتا» عموماً کاربرد اصلی ایتالیایی خود را برای توصیف یک قطعه آوازی سکولار با طول طولانی، اغلب در بخش‌های مختلف، و معمولاً به سبک ایتالیایی حفظ کرد. در همان زمان، قطعات آوازی با دامنه مشابه، اغلب با چندین خواننده، و سازهای مختلف، تقاضای زیادی برای خدمات کلیسای لوتری داشت. چنین قطعاتی معمولاً geistliche Konzerte (مفرد: geistliches Konzert به معنای کنسرتو مقدس) نامیده می شدند. بسیاری از این قطعات به سادگی با متن ابتدایی خود نامیده می شدند. چنین قطعاتی برای مراسم عبادت یا سایر مناسبت‌ها نه تنها توسط باخ، بلکه توسط دیتریش بوکستهود، کریستوف گراپنر، گوتفرید هاینریش استولزل و گئورگ فیلیپ تله‌مان ساخته شده است. ویراستاران Bach Gesellschaft «کانتاتای مقدس» را به عنوان ابزاری مناسب برای اکثر قطعات مذهبی باخ پذیرفتند. این اصطلاح سپس توسط فیلیپ اسپیتا به عطف به ماسبق برای اشاره به آثار مشابه آهنگسازان از هاینریش شوتز به بعد به کار رفت. بسیاری از کانتاتاهای سکولار برای رویدادهای اشراف ساخته شده بودند. آنها از نظر شکل به قدری شبیه به مقدسات بودند که بسیاری از آنها (در قسمت‌ها یا به طور کامل) به کانتات‌های مقدس تقلید می‌شدند، برای مثال در Oratorio کریسمس باخ.

## پی‌نوشت
1. ↑  cantare
2. ↑  Cantade et arie a voce sola
3. ↑  cantata da camera
4. ↑  cantata da chiesa